# Barbara Beenen
Barbara Beenen (* 1970 in Nürnberg) ist eine deutsche Politikerin (parteilos, vormals SPD). Von 2021 bis 2022 war sie Mitglied des Niedersächsischen Landtages.

## Leben
Barbara Beenen wuchs in Ismaning bei München auf und studierte in den Jahren 1989 bis 1995 Informatik an der TU München. Die Diplom-Informatikerin ist Geschäftsführerin eines Softwarehauses in Deutsch Evern.
Sie war Vorsitzende des SPD-Ortsvereins Ilmenau und ab 2019 Sprecherin der SPD-Fraktion im Samtgemeinderat Ilmenau. Seit dem Jahr 2016 gehört sie dem Kreistag des Landkreises Lüneburg an. Von 2017 bis 2021 war sie Vorsitzende des Aufsichtsrates der Theater Lüneburg GmbH.
Bei der Landtagswahl in Niedersachsen 2017 trat Barbara Beenen für die SPD im Wahlkreis Elbe und auf Platz 42 der Landesliste an. Sie unterlag im Wahlkreis dem CDU-Kandidaten Uwe Dorendorf, rückte jedoch am 9. November 2021 über die Landesliste für Tobias Heilmann, der zum Landrat des Landkreises Gifhorn gewählt worden war, in den Landtag nach. Zur Landtagswahl 2022 wurde sie nicht wieder aufgestellt. Sie trat wenige Tage vor der Wahl aus der SPD und der SPD-Kreistagsfraktion aus.
Barbara Beenen wohnt seit 1996 im Landkreis Lüneburg, derzeit in Embsen. Sie hat eine Tochter.